# Calea ferată Cluj–Războieni
Calea ferată Cluj–Războieni este o cale ferată principală în România, dată în folosință în anul 1873. În prezent face parte din magistrala CFR 300.

## Istoric
La momentul construirii căii ferate, regiunea Transilvania aparținea de Regatul Ungariei. Această provincie care se afla în estul țării a fost legată relativ târziu de celelalte căi ferate din Ungaria. În 1868, statul ungar a început construcția mai multor trasee feroviare în Transilvania, concesionând lucrările la scurtă vreme unei companii englezești private conduse de antreprenorul englez Charles Waring.
Această societate (Ungarische Ostbahn) – care a beneficiat de mai multe ori de sprijin financiar din partea guvernului ungar – a lucrat destul de repede. În anul 1870 compania sus-menționată a inaugurat Calea ferată Oradea–Cluj. La 20 noiembrie 1871 a fost pus în funcțiune traseul Alba Iulia–Târgu Mureș. După ce au fost inaugurate în scurt timp și alte trasee (ca de exemplu cel dintre Sibiu și Brașov, se simțea lipsa unei linii care să facă legătura între Cluj și sudul Transilvaniei.
Acest traseu a fost proiectat de la Cluj la Lunca Mureșului (în maghiară Székelykocsárd). Linia ferată traversa bazinele hidrografice ale râurilor Someș și Mureș; trebuiau construite mai multe tuneluri, așa că activitatea a trenat până în 1873. Calea ferată a putut fi inaugurată la 14 august 1873. Începând din 1876 compania a fost naționalizată, iar calea ferată Cluj–Războieni a fost preluată de către compania feroviară maghiară de stat MÁV.
La sfârșitul primului război mondial Transilvania a devenit parte componentă a României, iar căile ferate din Transilvania au fost preluate de compania feroviară română de stat CFR.
La 6 decembrie 1918 "Regimentul 15 Războieni" al Armatei Române de sub comanda maiorului Vasile Nădejde a trecut Mureșul și a ocupat Gara “Kocsárd” ("Cucerdea"). Cu acest prilej, maiorul Vasile Nădejde s-a adresat mulțimii spunând: ”Această gară și acest nod de cale ferată, fiind ocupate de unități ale "Regimentului 15 Războieni", se va numi de acum Războieni”. Imediat localnicul Ioachim Mureșan, membru al gărzii naționale, a înlocuit tabla cu vechea denumire cu o alta, pe care era scris numele de Războieni. Astfel Gara Cucerdea Secuiască a fost redenumită în Războieni, iar satul din apropiere, Feldioara, în Războieni-Cetate.
În urma Dictatului de la Viena (1940), teritoriul Transilvaniei a fost împărțit între România și Ungaria, ca și calea ferată descrisă aici: granița se afla în dreptul actualei halte Tunel. În 1944 calea ferată a redevenit românească.

## Situație actuală
Întreaga cale ferată este electrificată și cu linie dublă. Aceasta este o parte importantă a căilor ferate din România, precum și a magistralelor feroviare internaționale. Pe aici trec zilnic mai multe trenuri inter city, inter regio și regio. În plus există și un puternic trafic de marfă.

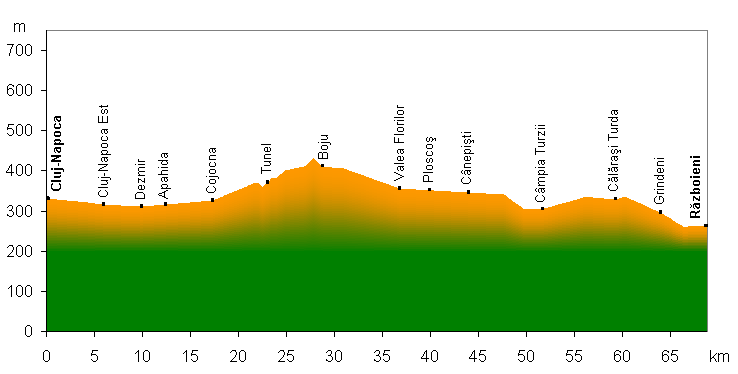
Profilul la înălțime al căii ferate